# Porcellio studienstiftius
Porcellio studienstiftius là một loài chân đều trong họ Porcellionidae. Loài này được Hoese miêu tả khoa học năm 1985.